# Ozza Mons
Ozza Mons est un volcan situé sur Vénus par 4,5° N et 201° E dans le sud d'Atla Regio non loin de Maat Mons, près de l'équateur.
Quatre points chauds de surface d'intensité variable ont été observés en 2015 dans le rift de Ganis Chasma près d'Ozza Mons et de Maat Mons, suggérant une possible activité volcanique,.